# High-key-Fotografie

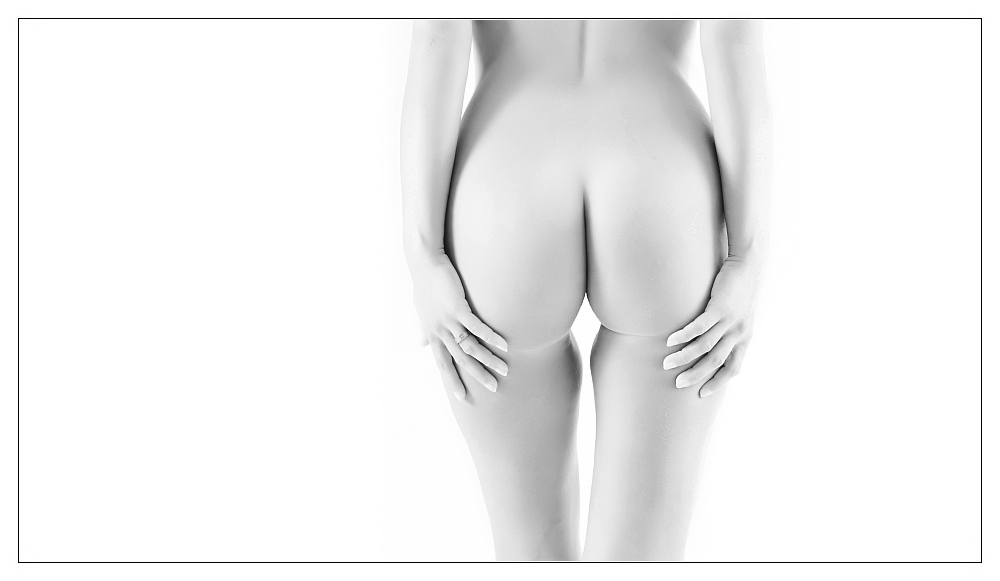
High-key-Aktfoto

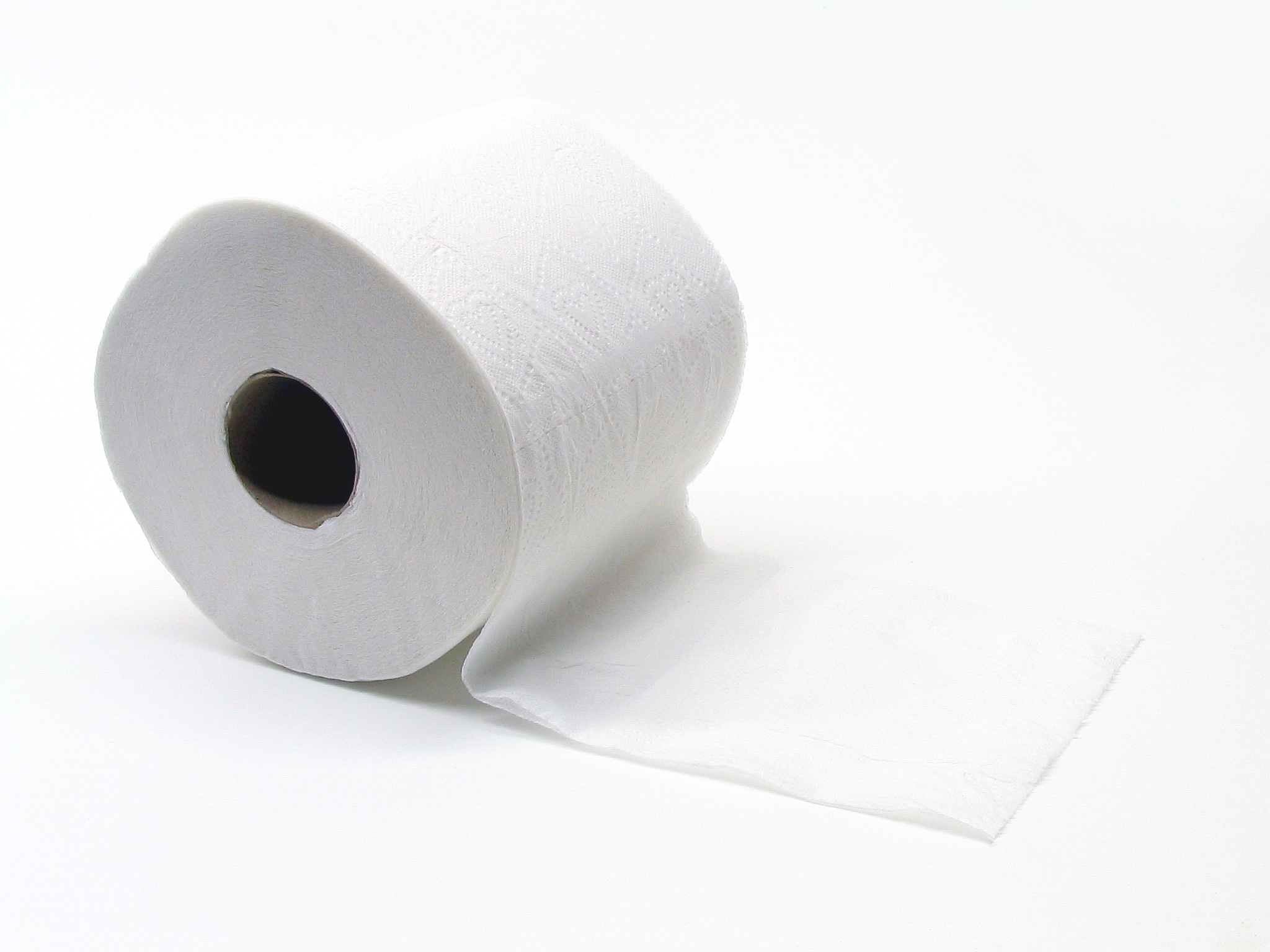
Weißes Toilettenpapier

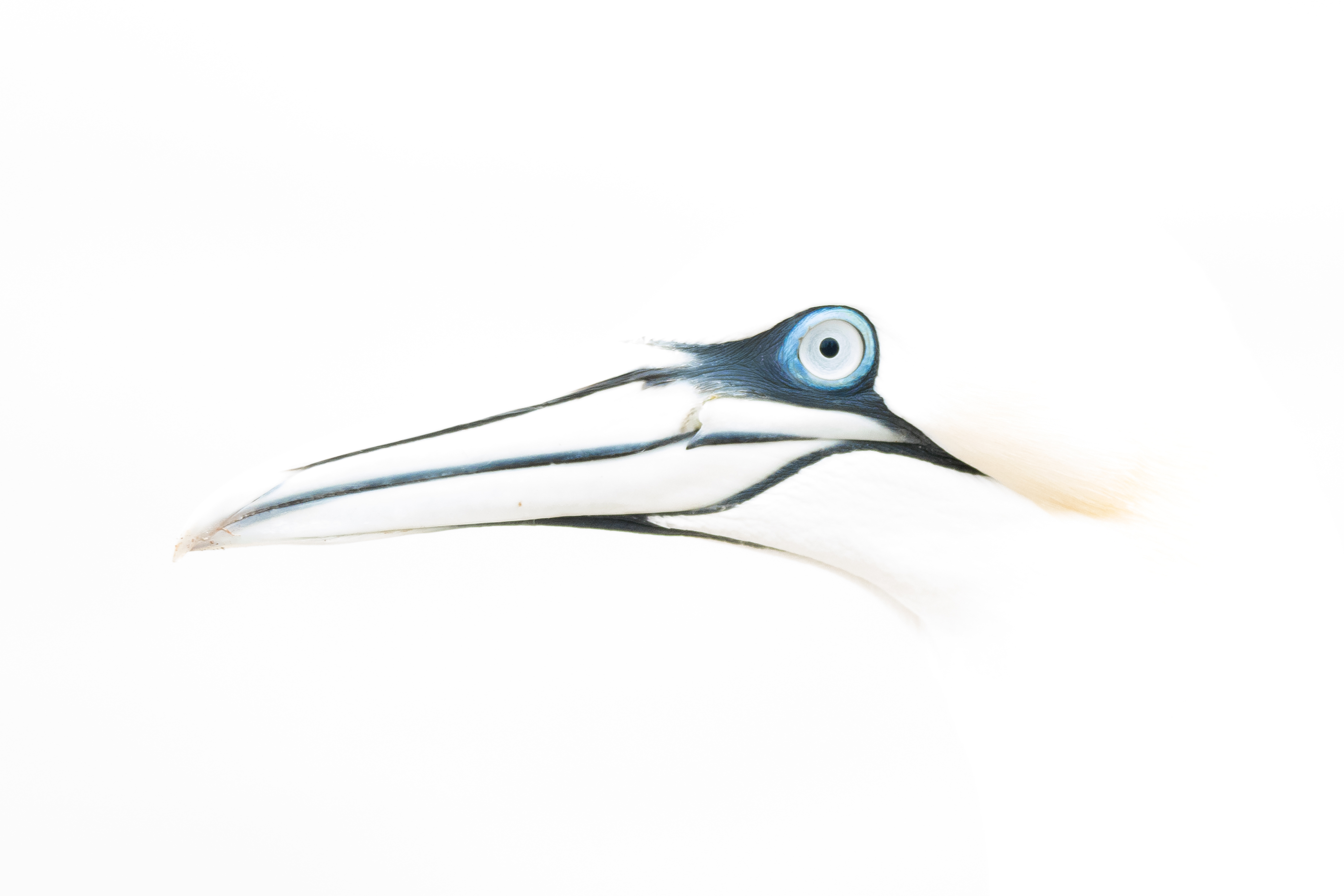
High-Key in der Naturfotografie (Basstölpelportrait)

High-key ist ein technisch-gestalterischer Stil in der modernen Fotografie, bei dem helle Farbtöne, weiches Licht und niedrige Kontraste vorherrschen. Das Gegenstück ist die Low-key-Fotografie.

## Beschreibung und Anwendung
Die Bilder zeigen helle bis weiße Flächen im Hintergrund und hellfarbige oder hellgraue Farbtöne in der Darstellung der Objekte. Wichtig ist bei der High-key-Fotografie eine gleichmäßig weiche Ausleuchtung der hellen Hintergründe und Motive. Ebenso empfiehlt sich auch häufig eine leichte Überbelichtung von ein bis zwei Blenden.
Um ein High-key-Bild im Studio technisch fachgerecht auszuführen, sind eine Belichtungskorrektur und ein beleuchteter Studiohintergrund notwendig. Alternativ kann auch mit digitaler Nachbearbeitung der gleiche Effekt erzielt werden.
Spezifisch für die High-key-Technik ist, dass der Schwerpunkt nicht auf der Formenmodellierung liegt, obwohl das für versierte Fotografen auch möglich ist, sondern eine verfremdete Darstellung mit Unterdrückung kleinster Bilddetails und Hautunreinheiten bei den dargestellten Personen angestrebt wird. Aus letzterem ergibt sich auch die besondere Eignung für die Werbe- und Modefotografie, weil hier häufig eine nivellierte Darstellung von Personen als Typ erwünscht ist.

## Ursprung
Der Ursprung des Begriffes kommt aus dem klassischen Hollywood-Kino. Hier wurden die Protagonisten häufig mit einem hoch aufgehängten Dreipunkt-Hauptlicht („Key Light“) beleuchtet, wohingegen der Gegenspieler mit einem von unten kommenden Hauptlicht angestrahlt wurde.